# Castillo de Cēsis
El castillo de Wenden (en alemán: Schloß Wenden) o castillo de Cēsis (en letón: Cēsu pils) es una de las fortalezas medievales más icónicas y mejor preservadas de Letonia. Se halla en Cēsis (antigua Wenden livona y rusa hasta 1918 cuando es renombrada Cēsis tras la independencia letona y en la época soviética).

## Historia

### Fundación y expansión
En el otoño de 1206, durante la Cruzada Livonia, los vendos (una pequeña tribu que vivía en el emplazamiento de la actual ciudad de Cēsis se convirtieron al cristianismo y se convirtieron en aliados de los cruzados. En 1208 los Hermanos de la Milicia de Cristo, también conocidos como Hermanos Livonios de la Espada se establecieron entre los vendos en su fuerte, el cual refortificaron con un muro de piedra, reemplazando en gran parte las defensas previas de madera. Aunque la Crónica de Enrique de Livonia describe el fuerte como "el más pequeño de Livonia", resistió repetidos asedios a manos de los estonios y los rusos.
En 1213 o 1214 la Orden inició la construcción del nuevo castillo de piedra junto al fuerte vendo. El diseño de este castillo del siglo XIII es desconocido, puesto que sus estructuras, a excepción de la capilla, fueron derribadas en el curso de las siguientes fases constructivas. El castillo se hallaba en la ruta entre Riga, Dorpat y Pskov.
En 1237 el castillo pasó a la rama livona de la Orden Teutónica. Bajo el nuevo gobernador, Hermann Balk, el castillo se vio afectado por una reconstrucción a gran escala. Las antiguas fortificaciones fueron gradualmente reemplazadas por un castillo cuadrado monumental (castellum), que consistía en cuatro lienzos de muralla construidos alrededor de un patio. Esta forma de castillo teutónico fue importada de Prusia y tenida en gran estima debido a la necesidad de puestos fáciles de defender y donde la residencia de la hermandad fuera lo más compacta posible. Mindaugas visitaría el castillo en 1261.
Para proporcionar seguridad adicional y acomodar a los varios edificios de servicios se construyeron murallas exteriores que encerraban patios como parte del complejo del castillo. Como resultado de esta reconstrucción Cēsis se convirtió en uno de los mayores y más poderosos castillos de la Orden Teutónica, el equivalente a Marienburg para la rama livona de la orden.

### Ëpoca de gran prosperidad

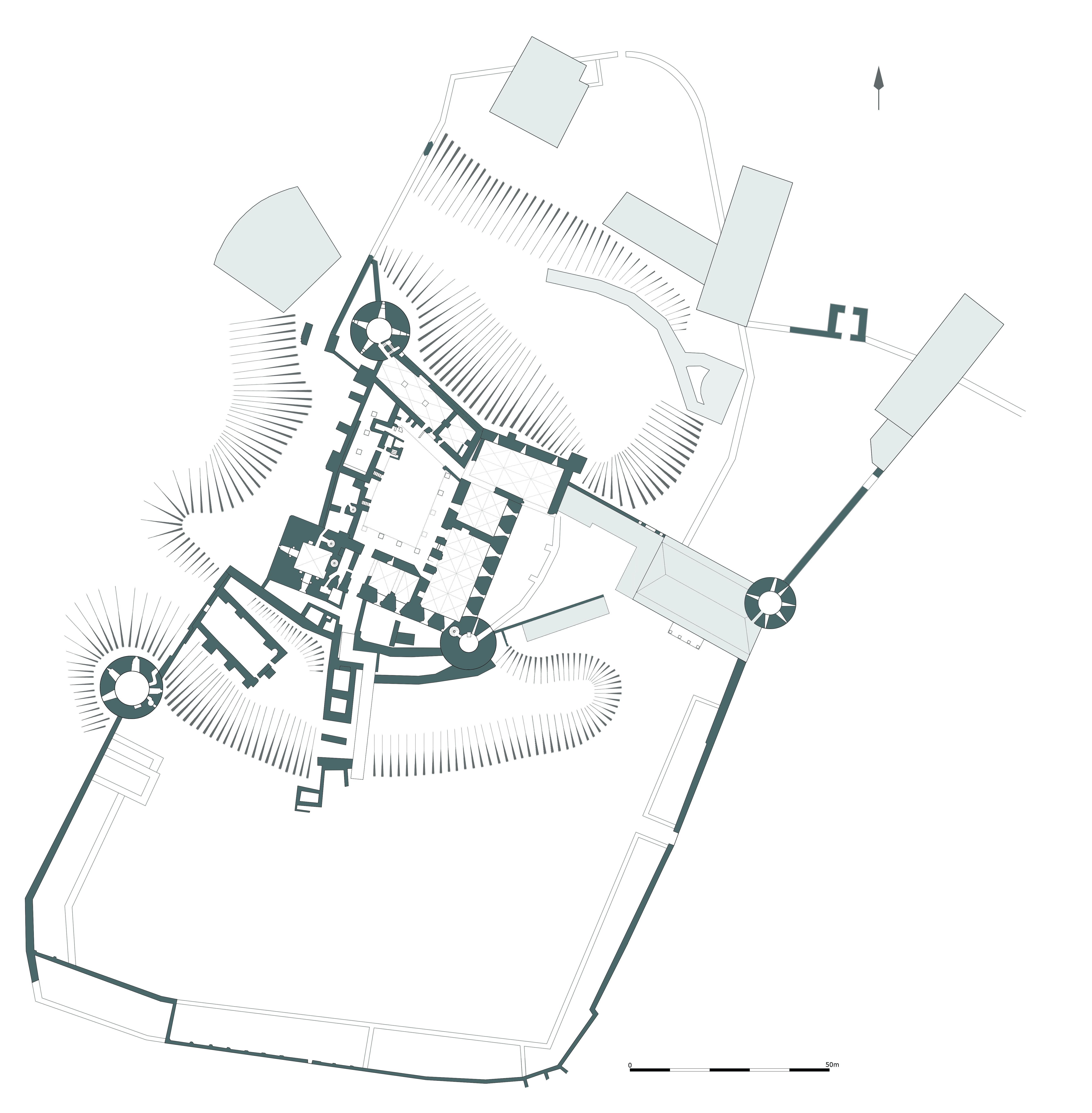
Planta del castillo.

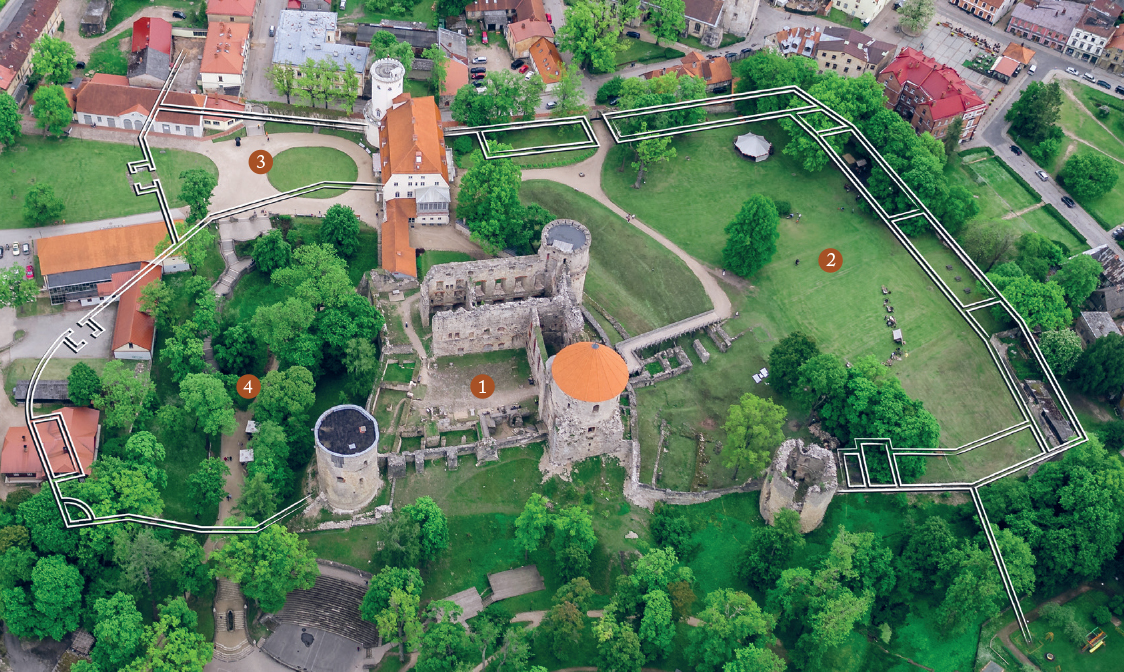
Fotografía aérea del castillo en la que se señala la planta que tenía alrededor de 1685 y las siguientes áreas: 1, fuerte principal; 2, primer vorburg; 3, segundo vorburg; y 4, tercer vorburg.

El convento del castillo de Cēsis estaba bajo cargo de un caballero teutónico de alto rango - el komtur o comandante. El komtur era responsable del adecuado suministro de la hermandad con comida y armamento, del orden y la disciplina en el castillo y de la recolección de derechos en el distrito del castillo -el komturei. A principios del siglo XV, el castillo y sus komturei fueron puestos bajo el gobierno directo del comando supremo de la Orden en Livonia, pasando a formar parte de los que se conocida como el distrino del Maestre de Livonia. No obstante, la mayoría de Maestres residieron en el castillo de Riga, desplazándose al de Cēsis en periodos de peligro e inestabilidad. A mediados del siglo XV, el cuartel general administrativo de la Orden fue trasladado de Riga a Cēsis, por lo que el castillo se convirtió en residencia permanente de los Maestres.
Como residencia de Maestre livón y lugar de reunión de los principales cargos de la orden en Livonia, el castillo fue testigo de muchos eventos de gran sinificancia para la historia de Livonia. En él fueron recibidos enviados, se decidieron guerras y paces, y era aquí donde las tropas de la Orden se reunían para llevar a cabo acciones militares cuando era necesario. El castillo albergaba asimismo los archivos y la biblioteca de la Orden, así como una cancillería con scriptorium.
El periodo de 1494 a 1535, cuando la rama livona de la Orden estaba liderada por Wolter von Plettenberg -uno de los más grandes políticos y comandantes militares en la historia livona- es considerado como la época de mayor esplendor y florecimiento del castillo de Cēsis. Von Plettenberg ordená una reconstrucción a gran escala. Se reforzaron las fortificaciones con tres torres de artillería, mientras que algunos de los interiores del castillo, como la Sala del Capítulo, donde se reunía la Orden una vez al año, y la Cámara del Maestre, fueron remodeladas. Se construyeron asimismo tres Vorburg o pequeños fuertes defensivos adelantados respecto a la muralla principal. La resplandeciente bóveda en ladrillo de la Cámara del Maestre, que data de ca. 1500 sobrevive hasta día de hoy. Von Plettenberg se haría enterrar en la iglesia de san Juan (siglo XIII de Cēsis.
Jan Karol Chodkiewicz organizó la celebración en 1566 de un Landtag o asamblea, organiza una ceremonia para el arzobispo de Riga y ofrece Livonia a la corona polaca, formando el Ducado de Livonia.

### Asedio y explosión
El desarrollo subsiguiente del castillo fue interrumpido por la disolución de la rama livona de la Orden Teutónica en 1561 y por los devastadores asedios que tuvieron lugar durante la guerra livonia. En 1577, cuando el castillo era asediado y bombardeado por cinco días consecutivos por el ejército de Iván el Terrible, trescientas personas que estaban dentro del castillo, al darse cuenta de lo imposible de la defensa, tomaron la decisión de suicidarse en masa haciendo explotar el castillo con cuatro barriles de pólvora.
En 1974, los arqueólogos desenterraron dos habitaciones subterráneas que habían sobrevivido de la zona del lienzo occidental, la zona que se había derrumbado como resultado de la explosión. El techo derrumbado ocultaba varios restos humanos de adultos y niños, que fueron datados en 1577 por las monedas encontradas. La Crónica de Curlandia y Livonia de Salomon Hennig informa de que "todo fue volado, además de aquellos que se escondían en otros lugares del castillo", y es posible que los restos humanos correspondieran a aquellos que trataban de evitar la explosión.

### Decadencia gradual

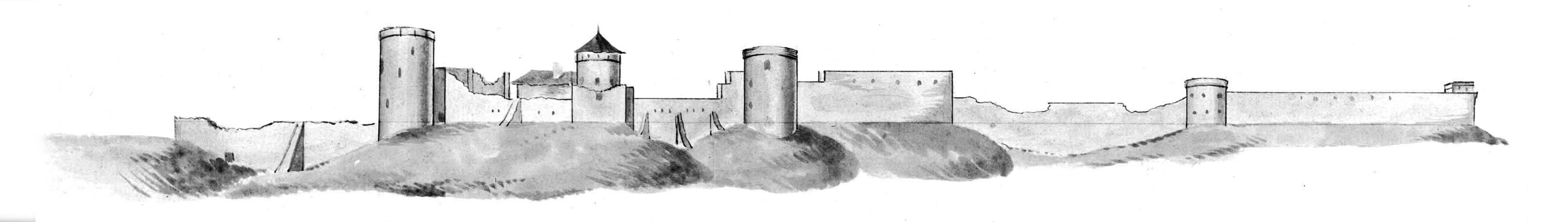
El castillo ca. 1685.

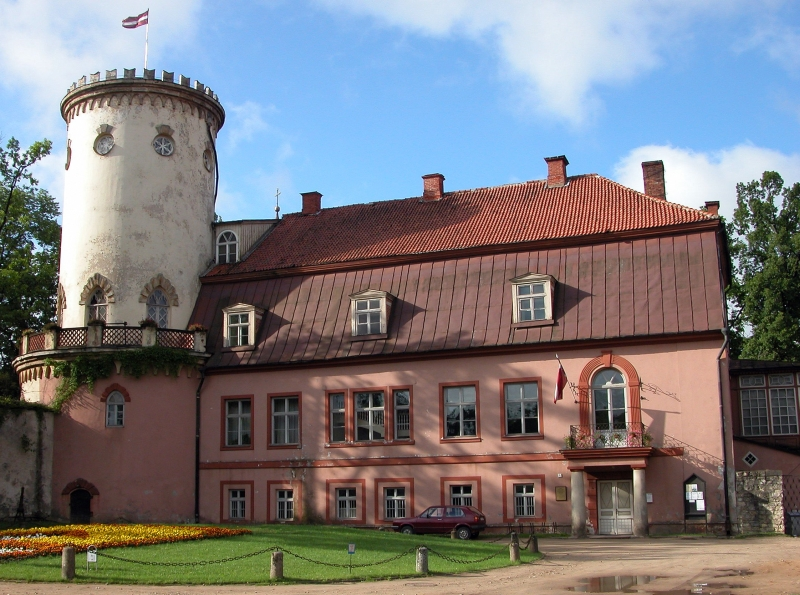
La casa solariega Nuevo Castillo.

Tras la guerra polaco-sueca de 1621-1625 el castillo de Cēsis estuvi bajo dominio Imperio sueco y fue entregado al canciller Axel Oxenstierna. El castillo sería propiedad de la familia hasta 1681, cuando pasó a la propiedad directa del rey de Suecia. Poco después se estableció una unidad montada en el castillo, que según se informó dejaron en muy mal estado, pues "parecía que hubieran saqueado -puertas, armarios y ventanas estaban rotos, las partes de hierro extraídas, todas las bisagras y cerraduras de las puertas no estaban y las estufas habían sido arrancadas en parte". Otro documento menciona que los soldados rompieron las puertas y suelos para conseguir leña y tomaron los plomos de las ventanas para fundirlos para fabricar balas de mosquete.
Al pasar a manos rusas, la posesión del castillo fue concedida por la zarina Isabel I al canciller Alekséi Bestúzhev-Riumin. En los primeros años de la Gran Guerra del Norte las tropas rusas continuaron demoliendo el castillo. La lluvia y el hielo destruyeron la antigua fortaleza aún más, erosionando gradualmente los muros. Los techos y bóvedas de piedra, saturados de lluvia, colapsaron, El yeso cayó de las paredes húmedas y el mortero que mantenía las piedras unidas se deshizo bajo el impacto de las heladas. El castillo gradualmente se iba enterrando en escombros.
El castillo se incendiaría en 1748. La única parte del castillo que fue renovada fue la antigua casa del guarda en la recinto exterior. Fue reconstruida en la década de 1760, como una casa solariega, el llamado Nuevo Castillo.

### Ruinas pintorescas

August Matthias Hagen, Dibujo del castillo de Cēsis, 1842.

En la década de 1830, el propietario de la finca del castillo de Cēsis, el conde Carl Gustav von Sievers, aristócrata de la gobernación de Estonia, ordenó que el humedal junto a las ruinas fuera transformado en un espacioso parque paisajístico. La imponente silueta del arruinado castillo se convertiría en una característica ornamental del parque y el reflejo del castillo en la superficie del estanque añadiría atmósfera romántica. El parque serviría como lugar de paseo y placer no sólo a la familia Von Sievers y sus invitados sino también a los pacientes del establecimiento de hidroterapia que Carl Gustav abriría en 1841. En vistas al confort del visitante y la seguridad se llevaron a cabo trabajos de reparación en algunas partes del castillo.
En 1903, miembros de la Sociedad para la Historia y las Antigüedades de Riga iniciaron una campaña para salvar la Torre Occidental del castillo para las generaciones futuras. Bajo el impacto de la lluvia y el hielo, la bóveda de ladrillo del piso superior de la torre estaba en peligro de derrumbe y por ello podía arrastrar a la remarcable bóveda de quinientos años de la Cámara del Maestre. En 1904 se colocó una cubierta temporal y en 1914, poco antes del estallido de la Primera Guerra Mundial, la torre fue coronada con un tejado cónico sólido.
Tras la guerra, en 1920 el recién fundado país de Letonia expropió la mayor parte de la propiedad del castillo de Cēsis a la familia Von Sievers. La casa solariega fue puesta a disposición del Ejército de Letonia pero las ruinas del castillo fueron cedidas al Consejo de la Ciudad de Cēsis. En 1925 la Autoridad de Monumentos de Letonia registró el castillo como un edificio de importancia histórica nacional. Así, en la década de 1930 se llevaron a cabo trabajos de restauración y conservación del lugar, a la vez que se convertía en un destino turístico.

### sigloXX
Durante el régimen autoritario de Kārlis Ulmanis, en el canon de valores nacionales no había lugar para los castillos medievales, considerados como un símbolo del yugo alemán. No obstante, a pesar de las llamadas a "retirar los viejos montones de piedra de las colinas de nuestra patria", el municipio de Cēsis no dejó de cuidar del castillo centenario. El alcalde de la ciudad, Rūdolfs Kaucis dijo en público que " alguna gente recomienda derribar todo lo que nos recuerda el tiempo de los caballeros. Me gustaría objetar insistiendo en que no podemos escapar de nuestra propia historia. Aquellos que un día vivieron en este castillo, hace tiempo que murieron, pero los letones, cuyos ancestros cosntruyeron una vez este castillo, son ahora una nación libre. Los muros del castillo nos recuerdan que unido el pueblo letón es invencible".
La actitud oficial del gobierno soviético respecto a la herencia medieval era profundamente negativa. Baste con mencionar la voladura del castillo de Königsberg en 1968 con el propósito de "borrar el símbolo del militarismo y el fascismo prusiano de la memoria de los ciudadanos soviéticos". Sin embargo, en Cēsis, las ruinas del castillo sobrevivieron ese poco favorable momento político y continuaron siendo un popular destino turístico. En la década de 1950 se llevaron a cabo reparaciones a gran escala, mientras que el recinto exterior tomaba la función de campo de deporte y escuela de comercio local, que planeó una gran ampliación que no se llevó a cabo por falta de finanzas y objeciones del ministerio de Cultura.

## Arqueología
En 1974, arqueólogos desenterraron restos del edificio donde la explosión de 1577 tuvo lugar. Este descubrimiento arqueológico único estimuló la investigación, de modo que en más de treinta temporadas de excavación se han cubierto casi 10.000 m² del área del castillo. Como resultado de estas excavaciones a gran escala, el castillo se ha convertido en el castillo más estudiado y con los hallazgos más ricos de Letonia. La mayor parte de los trece mil artefactos hallados en las excavaciones se hallan ahora en el Museo Nacional de Historia de Letonia. Hasta 2004 eran parte de la colección del museo Cēsis. Las prioridades futuras no se centran ya en la excavación sino en la adecuada preservación e investigación del material arqueológico obtenido y la redacción de publicaciones.

## En la literatura
La relación del castillo con la literatura se puede hallar en diversos ejemplos en Europa del Este, como en la novela corta Castillo de Wenden de Aleksandr Bestúzhev. En la novela, Bestúzhev trata de crear un cuento gótico que haga de comentario político sobre el estado de la política rusa, por su conexión con los Decembristas. El castillo juega un papel central como escenario de un relato de la muerte de Wenno, el primer Maestre de los Caballeros Livonios, un acontecimiento histórico aún muy debatido en los estudios medievales. El cuento está en la tradición gótica de El castillo de Otranto, ligándola a la historia de Rusia en Letonia.

## Hoy
El castillo de Cēsis está abierto al público todo el año y, de acuerdo a las cifras publicadas por el Centro de Cultura y Turismo de la localidad, 100.000 personas lo visitaron en 2016.
El principal lugar de interés en el castillo -la torre occidental- satisface a los visitantes no solo por albergar la Cámara del Maestre, sino también con la posibilidad de obtener una espectacular vista de los alrededores a través de las ventanas. A cada visitante se le da una candela para explorar la poco iluminada torre Occidentra. Es una tradición que se originó en 1996.
El castillo no es sólo una atracción turística, sino también un hábitat para varias especies de plantas y animales. Los naturalistas han puesto especial interés en los murciélagos, que hibernan en los cimientos del castillo. Cuando llegan las heladas, hasta cinco especies diferentes de murciélagos se asientan en las cavidades de los muros para pasar el invierno.
A lo largo de la temporada de verano se sitúan en el recinto exterior del castillo los talleres artesanos donde trabajan el hueso y el asta, y donde se hallan el tornero, el herrero y el impresor. Practican su artesanía siguiendo métodos medievales.
Adyacente a los talleres se recrea una huerta del siglo XVI, con verduras, hierbas y plantas medicinales que eran cultivadas en Livonia hace quinientos años.

## Galería de fotografías

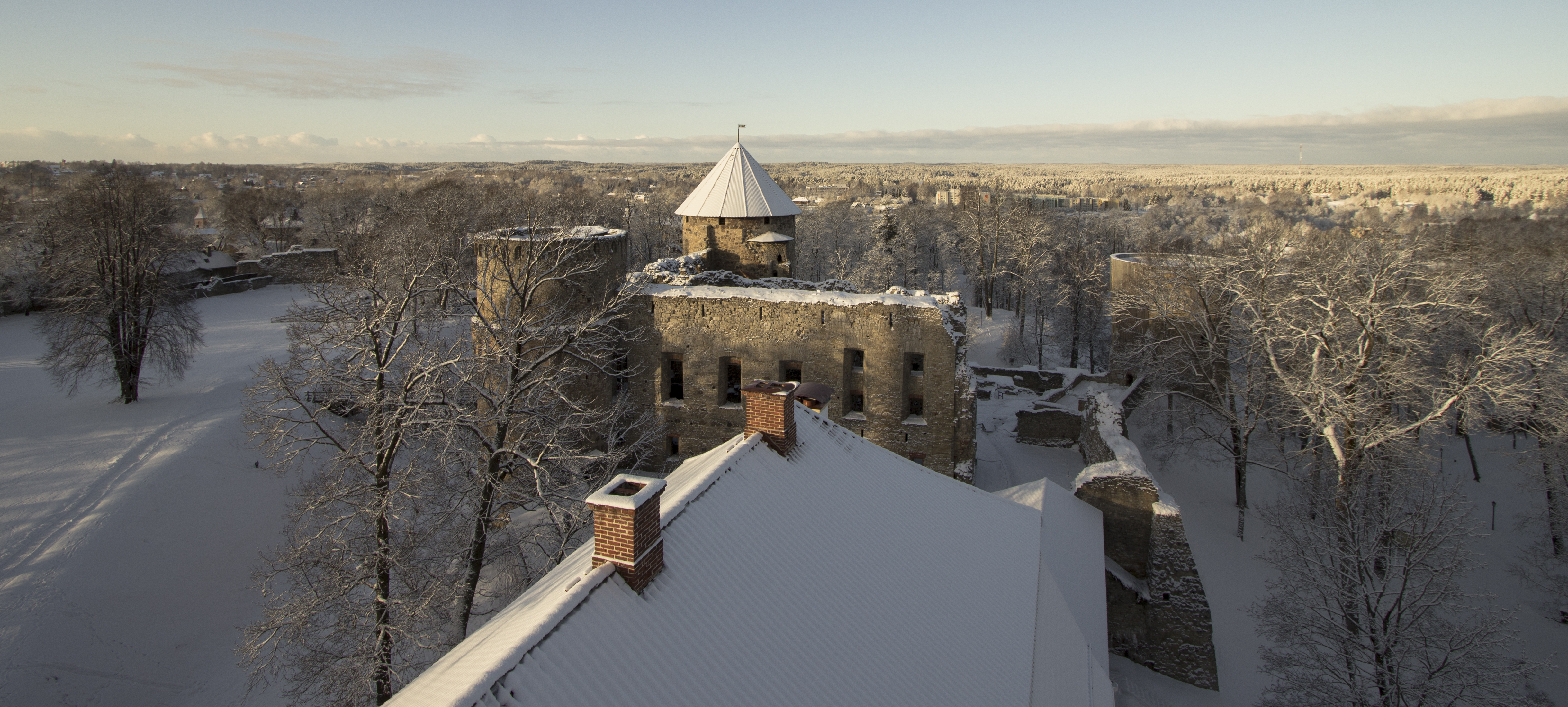
Vista del castillo en invierno.
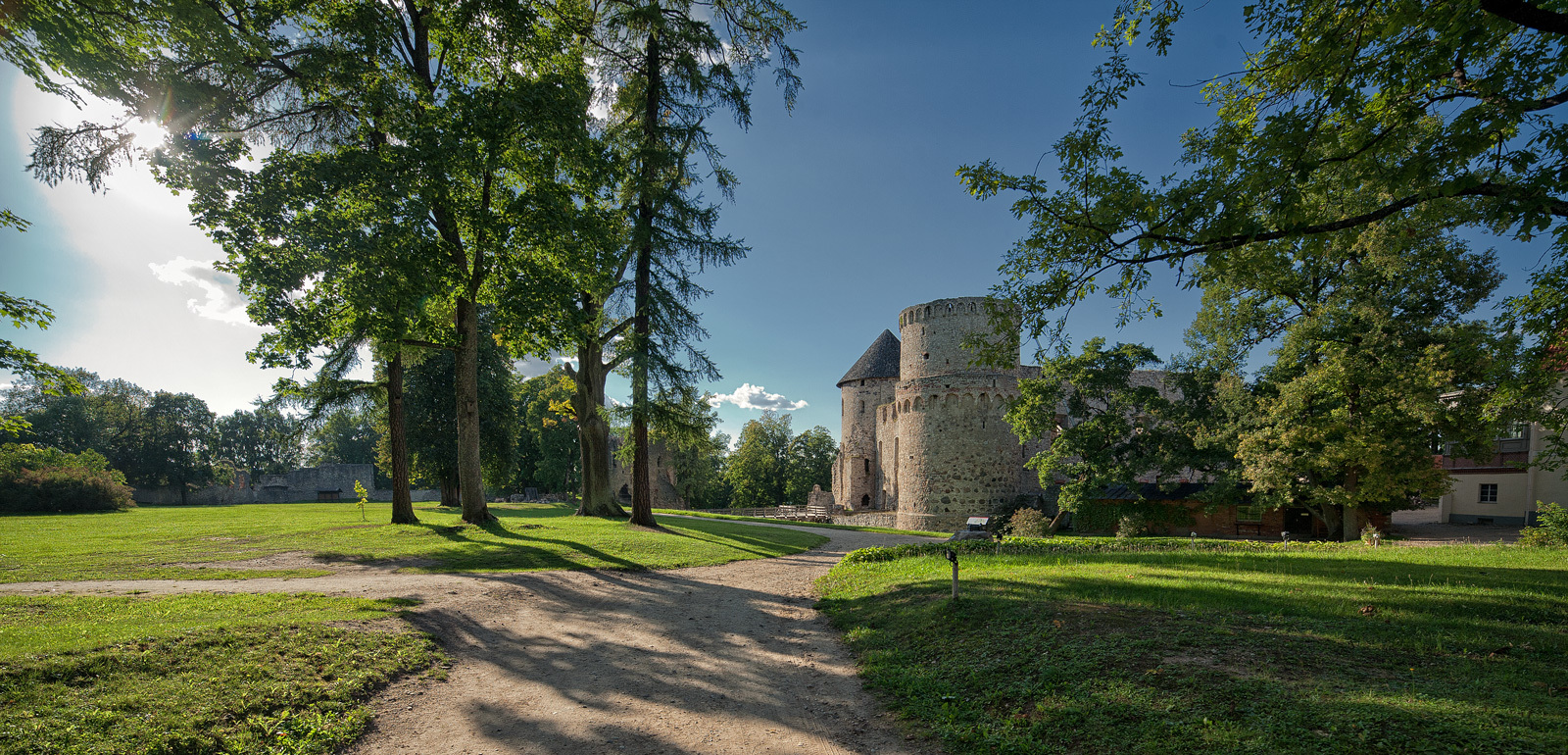
Vista del castillo.
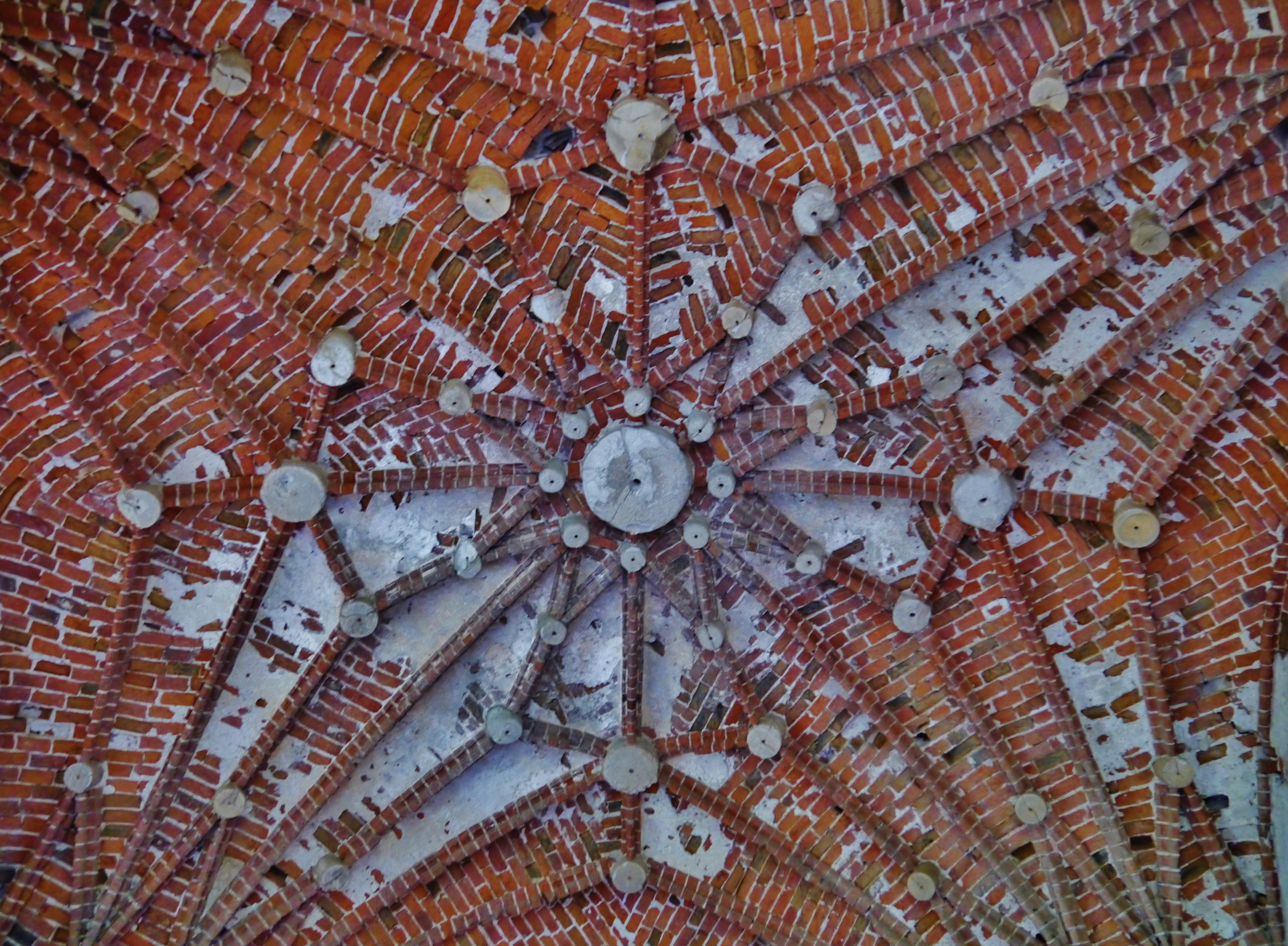
Bóveda de ladrillo de la Cámara del Maestre.
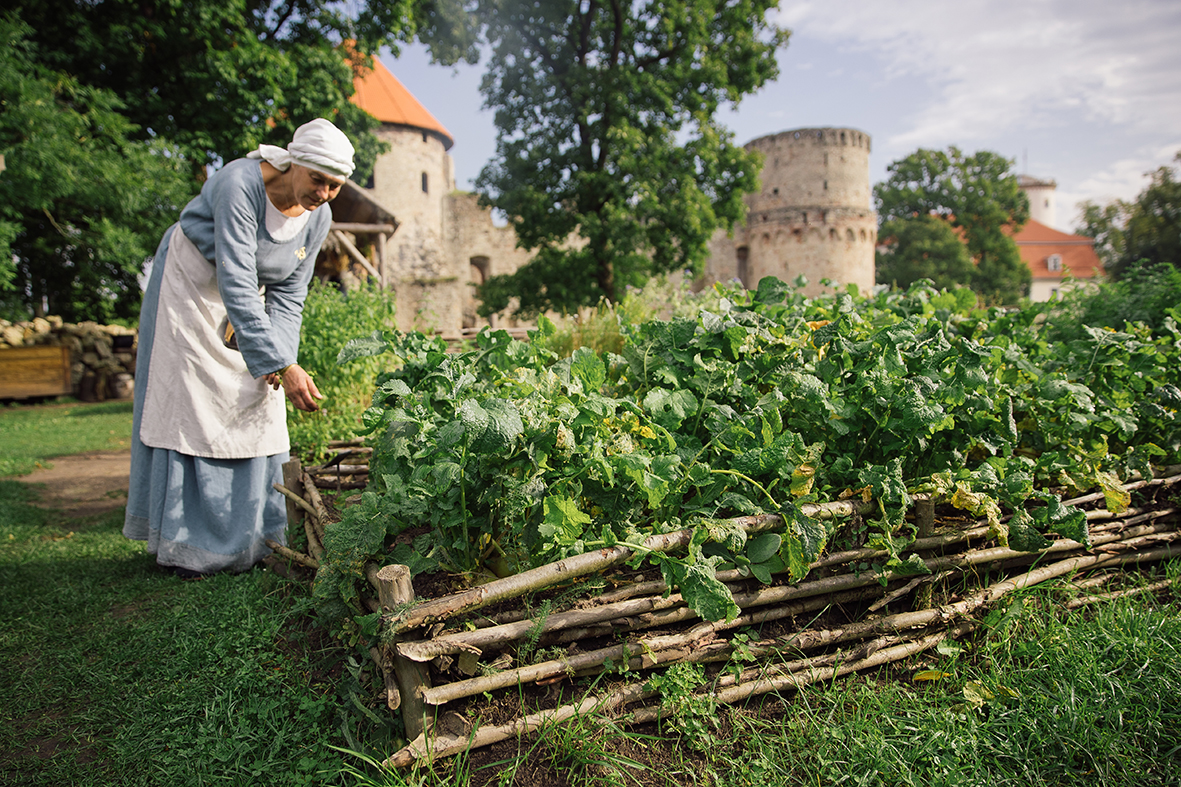
Huerta medieval del castillo de Cēsis.
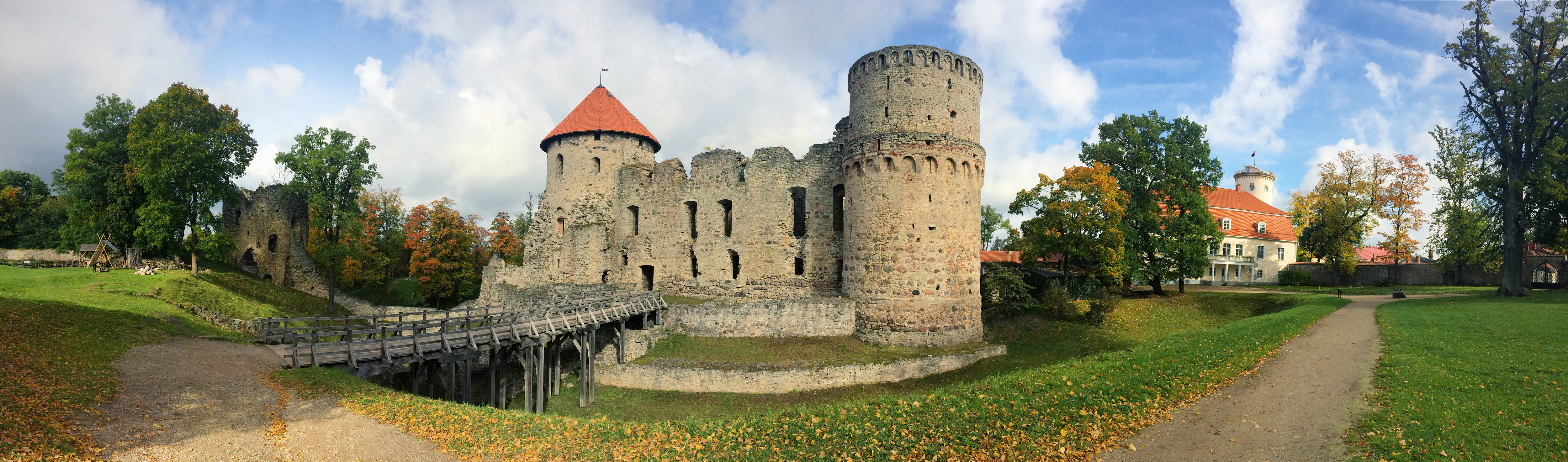
Panorama del castillo.
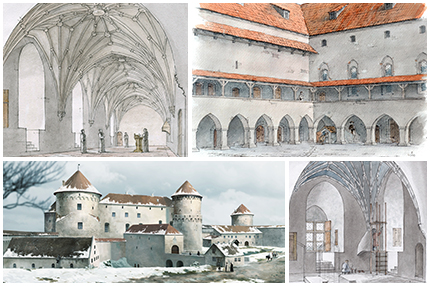
Representación del estado del castillo hacia 1550.
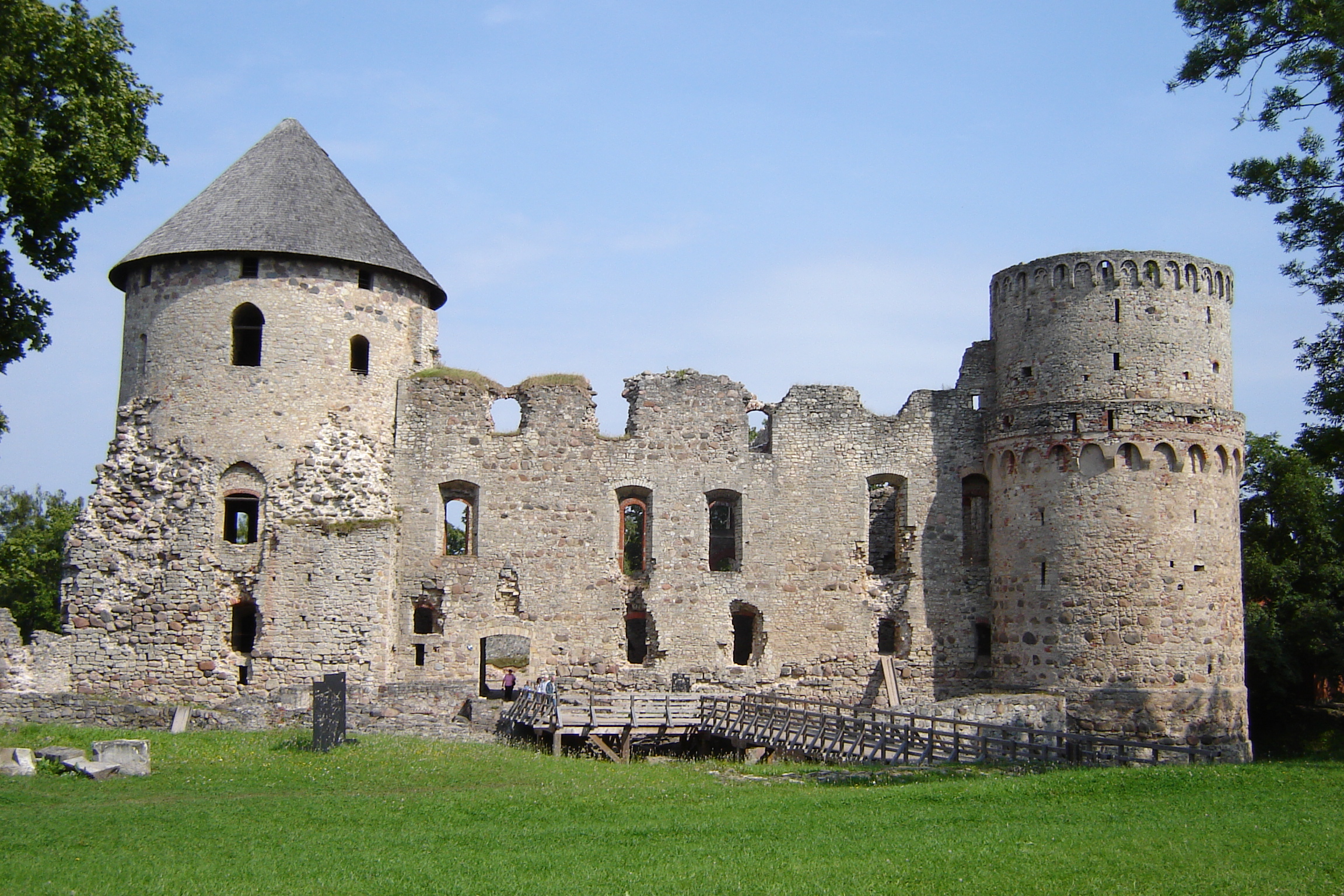
Fachada del castillo de Cēsis.
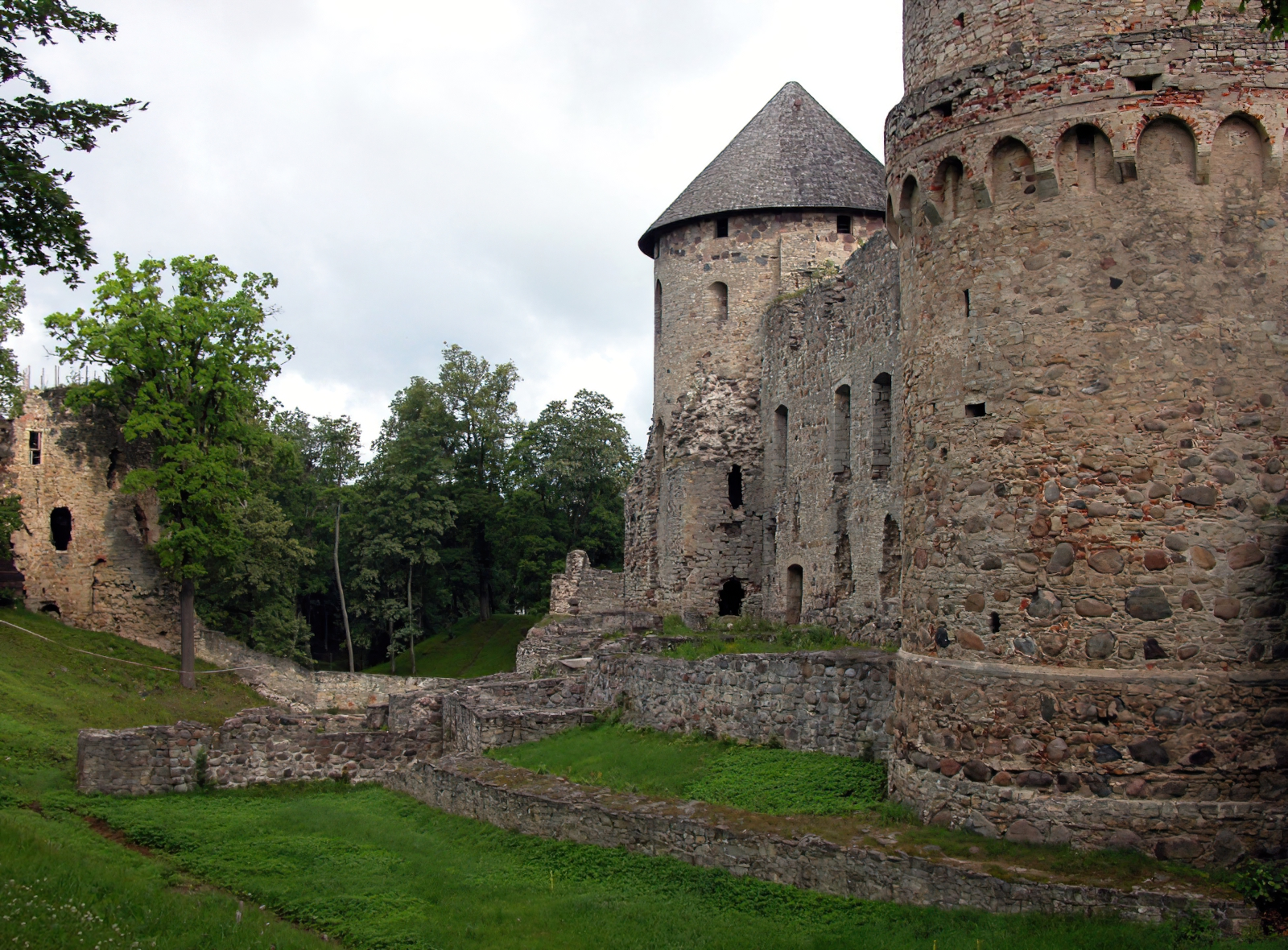
Vista de las torres.
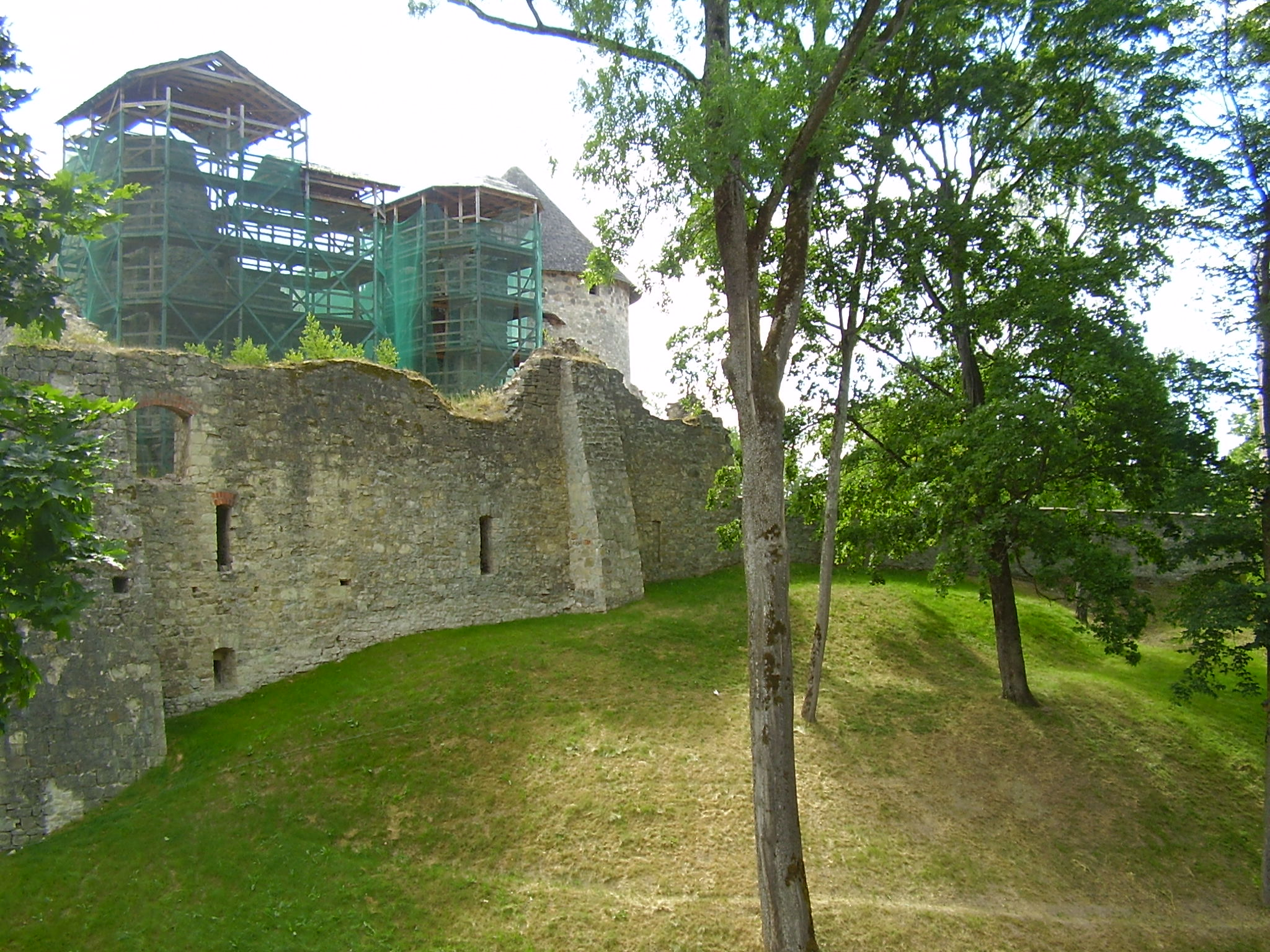
Restauración de las torres -2006.
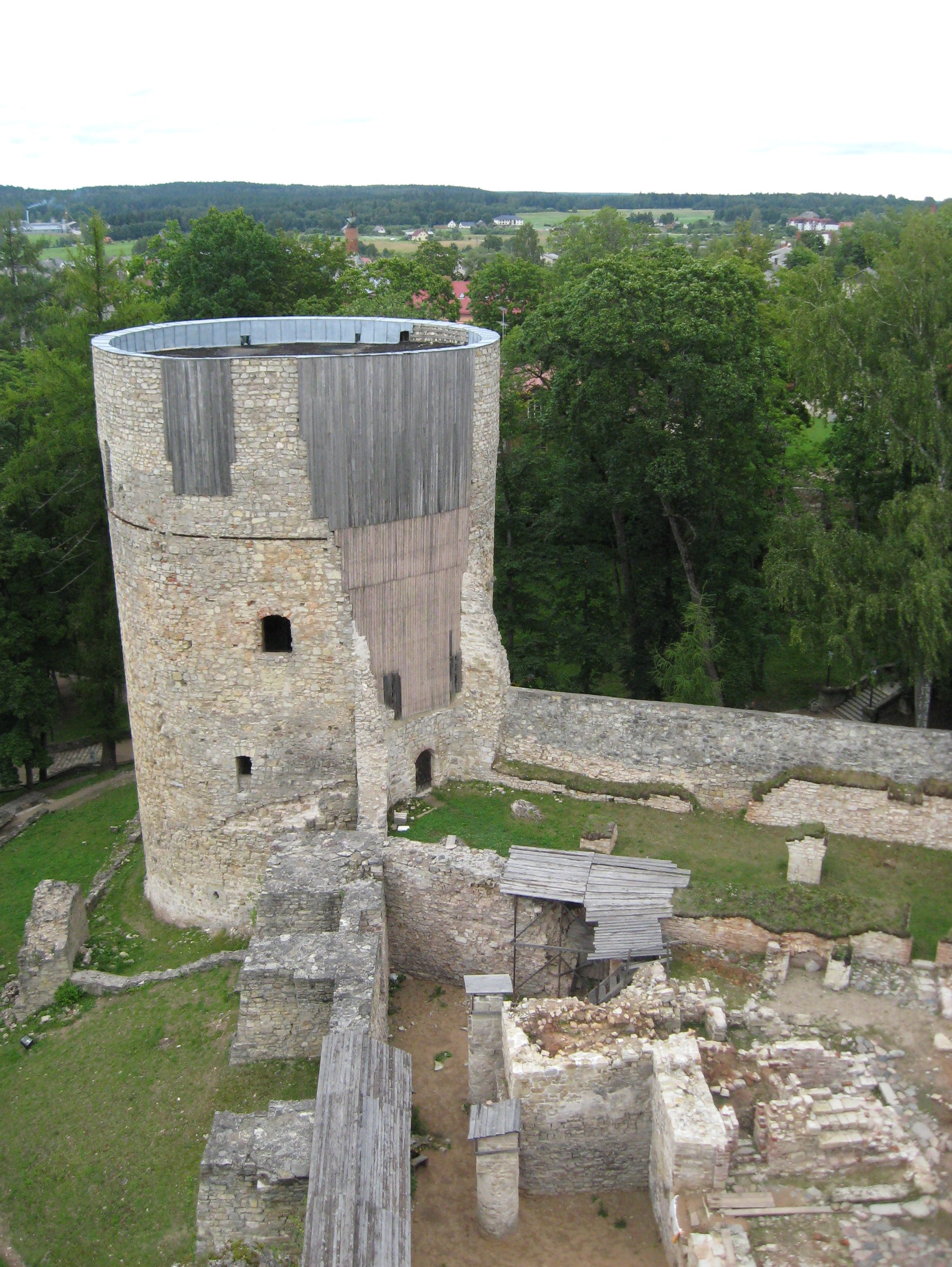
Recuperación del volumen de las torres en madera -2008.
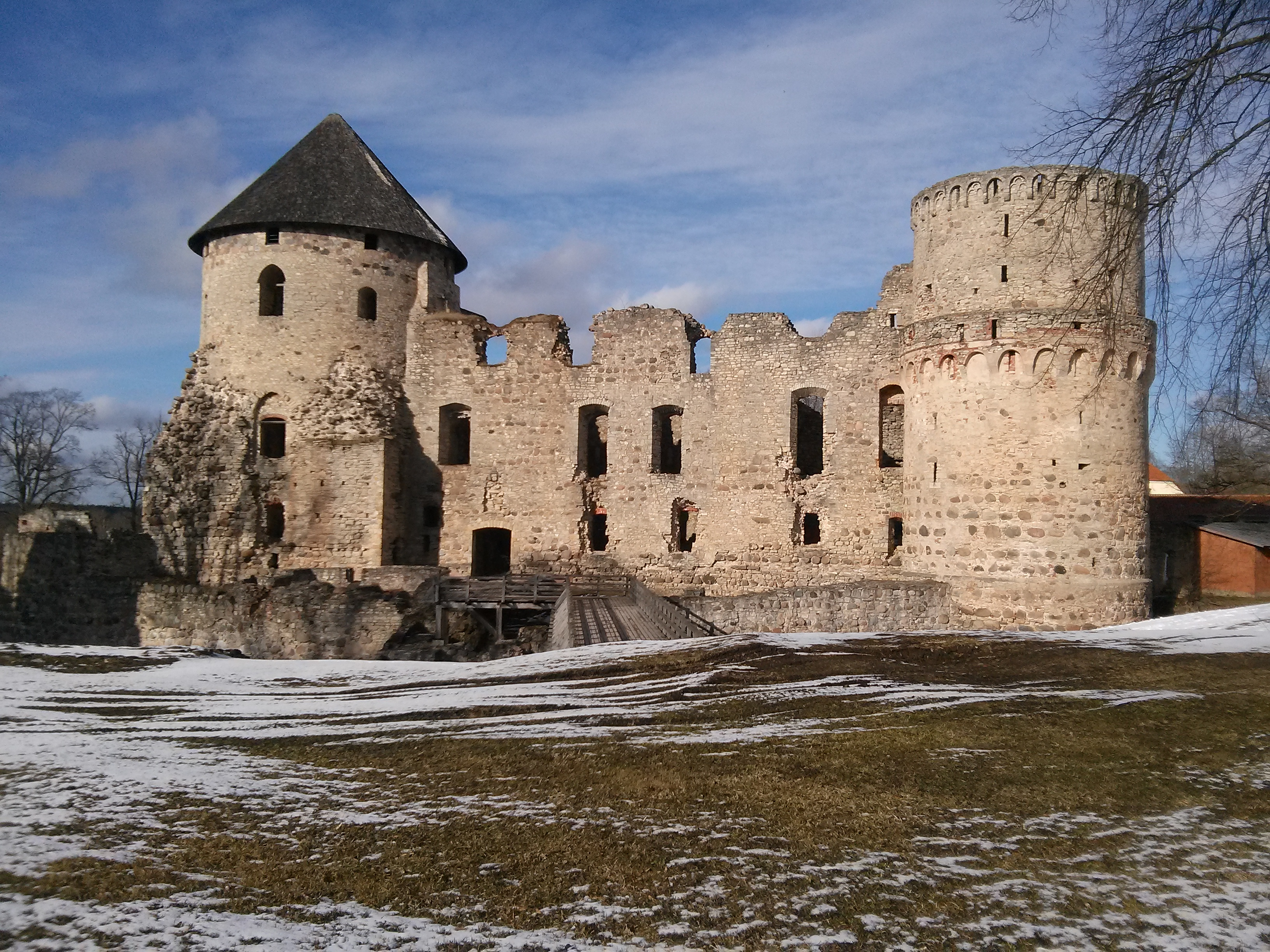
Las torres del castillo en primavera de 2014.